# Quanfu (köpinghuvudort i Kina, Zhejiang Sheng, lat 29,10, long 120,22)
Quanfu (kinesiska: 泉府, 南马镇) är en köpinghuvudort i Kina. Den ligger i provinsen Zhejiang, i den östra delen av landet, omkring 130 kilometer söder om provinshuvudstaden Hangzhou. Antalet invånare är 62 121. Befolkningen består av 30 023 kvinnor och 32 098 män. Barn under 15 år utgör 14,0 %, vuxna 15-64 år 72 %, och äldre över 65 år 12,0 %.
Runt Quanfu är det tätbefolkat, med 570 invånare per kvadratkilometer. Närmaste större samhälle är Dongyang, 18,2 km norr om Quanfu. I omgivningarna runt Quanfu växer i huvudsak blandskog.
Genomsnittlig årsnederbörd är 2 143 millimeter. Den regnigaste månaden är juni, med i genomsnitt 396 mm nederbörd, och den torraste är januari, med 70 mm nederbörd.